# Сарсаз (Кемеровская область)
Сарсаз — деревня в Юргинском районе Кемеровской области России. Входит в состав Юргинского сельского поселения.

## География
Деревня находится в северо-западной части области, на берегах реки Юргинки, на расстоянии примерно 1 километра (по прямой) к юго-западу от районного центра города Юрга. Абсолютная высота — 171 метр над уровнем моря.
Часовой пояс
Деревня Сарсаз, как и вся Кемеровская область, находится в часовой зоне МСК+4. Смещение применяемого времени относительно UTC составляет +7:00.

## История
Основан в 1909 году в районе расселения томских (калмакских) татар казанскими татарами и мишарями. По данным 1926 года имелось 73 хозяйства и проживало 382 человека (в основном — русские). Функционировала школа I ступени. В административном отношении деревня являлась центром Сарсазского сельсовета Юргинского района Томского округа Сибирского края.

## Население
| 2010 |
| ---- |
| 476  |

Половой состав
По данным Всероссийской переписи населения 2010 года в гендерной структуре населения мужчины составляли 49,8 %, женщины — соответственно 50,2 %.
Национальный состав
Согласно результатам переписи 2002 года, в национальной структуре населения татары составляли 61 % из 528 чел., русские — 36 %.

## Улицы
Уличная сеть деревни состоит из четырёх улиц и двух переулков.